# جایزه فیلم‌فیر بهترین بازیگر زن

## ترین‌ها

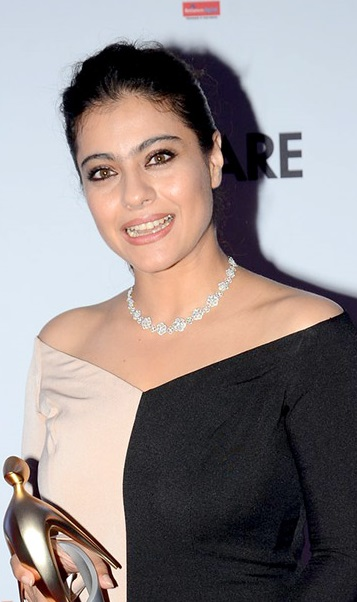
کاجول با ۶ جایزه بهترین بازیگر نقش اول زن

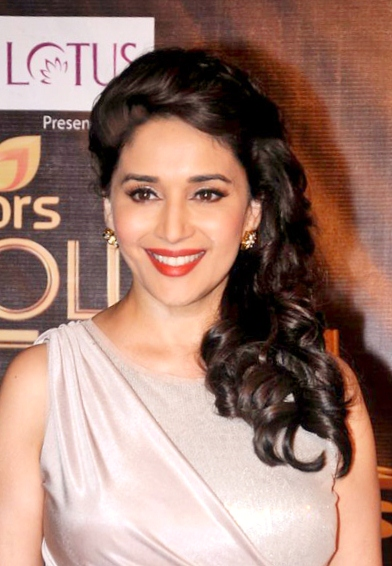
مادهوری دیکشیت با ۱۴ دوره نامزدی بهترین بازیگر نقش اول زن

| ترین                                               | بازیگر                  | Record |
| -------------------------------------------------- | ----------------------- | ------ |
| بازیگر زن با بیشترین جوایز                         | کاجول                   | ۶      |
| بازیگر زن با بیشترین نامزدی‌ها                      | مدوری دیکشیت            | ۱۴     |
| بازیگر زن با بیشترین نامزدی‌های پیاپی               | مدوری دیکشیت            | ۱۰     |
| بازیگر زن با بیشترین نامزدی‌ها without ever winning | تابو                    | ۵      |
| بازیگر زن با بیشترین نامزدی‌ها در یک سال            | شبانه اعظمی (۱۹۸۳)      | ۴      |
| کهن‌سال‌ترین برنده                                   | نوتان                   | ۴۲     |
| کهن‌سال‌ترین نامزد                                   | شارمیلا تاگور           | ۶۰     |
| جوان‌ترین برنده                                     | دیمپل کاپادیا           | ۱۶     |
| جوان‌ترین نامزد                                     | دیمپل کاپادیا مانداکینی | ۱۶     |

### نامزدی‌های چندگانه
- ۱۴ نامزدی: مدوری دیکشیت
- ۱۲ نامزدی: مینا کوماری
- ۱۱ نامزدی: هما مالینی
- ۱۰ نامزدی: کاجول
- ۹ نامزدی: شبانه اعظمی، آیشواریا رای، سری دوی
- ۸ نامزدی: جایا باچان، راکهی گولزار، رانی موکرجی
- ۷ نامزدی: نوتان، رخا، کرینا کاپور، ویدیا بالان
- ۶ نامزدی: جوهی چاولا
- ۵ نامزدی: تابو، کاریسما کاپور، پریتی زینتا، دیپیکا پادوکونه، پریانکا چوپرا
- ۴ نامزدی: ویجینتی مالا، مالا سینها، وحیده رحمان، Saira Banu، اسمیتا پاتیل، دیمپل کاپادیا، مانیشا کویرالا، شارمیلا تاگور، اورمیلا ماتوندکار
- ۳ نامزدی: جایا پرادا
- ۲ نامزدی: سادهانا شیوداسانی، نرگس دات، آشا پارک، سوچیترا سن، Reena Roy، زینت امان، پادمینی کولاپوری, راتی آگنیهوتری، میناکشی سشادری، آمیشا پاتل، بیپاشا باسو، انوشکا شرما، کاترینا کایف، پرینیتی چوپرا، سونام کاپور

## فهرست برندگان و نامزدها

### دهه۱۹۵۰
- ۱۹۵۳ مینا کوماری – Baiju Bawra در نقش Gauri
- ۱۹۵۴ مینا کوماری – Parineeta در نقش Lalita
- ۱۹۵۵ کامینی کاشال – Biraj Bahu در نقش Biraj Chakravorty
  - گیتا بالی – Vachan در نقش Kamla
  - مینا کوماری – Azaad در نقش Shobha
- ۱۹۵۶ نوتان – Seema در نقش Gauri
- ۱۹۵۷ نرگس دات – مادر هند در نقش Radha
- ۱۹۵۸ ویجینتی مالا – Sadhna در نقش Champabai / Rajani
  - مینا کوماری – Sahara در نقش Leela
  - ویجینتی مالا – Madhumati در نقش Madhumati / Madhavi / Radha
- ۱۹۵۹ نوتان – Sujata در نقش Sujata
  - مالا سینها – Dhool Ka Phool در نقش Meena Khosla
  - مینا کوماری – چراغ خانه روشنایی خانه در نقش Ratna

### دهه۱۹۶۰
- ۱۹۶۰ بینا رای – Ghunghat در نقش Parvati / Jamuna
  - مدهوبالا – امپراتور گورکانیان (فیلم ۱۹۶۰) در نقش Anarkali
  - نوتان – Chhalia در نقش Shanti
- ۱۹۶۱ ویجینتی مالا – Gunga Jumna در نقش Dhanno
  - پادمینی – Jis Desh Men Ganga Behti Hai در نقش Kammo
  - Saira Banu – Junglee در نقش Rajkumari 'Raj'
- ۱۹۶۲ مینا کوماری – ارباب، همسر و غلام در نقش Chhoti Bahu
  - مینا کوماری – Aarti در نقش Aarti Gupta
  - مینا کوماری – Main Chup Rahungi در نقش Gayetri
- ۱۹۶۳ نوتان – Bandini در نقش Kalyani
  - مالا سینها – Bahurani در نقش Padma
  - مینا کوماری – قلب یک معبد است در نقش Sita
- ۱۹۶۴ ویجینتی مالا – Sangam در نقش Radha
  - مالا سینها – Jahan Ara در نقش جهان‌آرا بیگم
  - Sadhana – Woh Kaun Thi? در نقش Sandhya
- ۱۹۶۵ مینا کوماری – Kaajal در نقش Madhavi
  - مالا سینها – Himalay Ki Godmein در نقش Phoolwa
  - Sadhana – Waqt در نقش Meena Mittal
- ۱۹۶۶ وحیده رحمان – Guide در نقش Rosie Marco
  - مینا کوماری – Phool Aur Patthar در نقش Shanti Devi
  - سوچیترا سن – Mamta در نقش Devyani (Pannabai) / Suparna
- ۱۹۶۷ نوتان – Milan در نقش Radha R. Rai
  - Saira Banu – Shagird در نقش Poonam
  - وحیده رحمان – رام و شام در نقش Anjana
- ۱۹۶۸ وحیده رحمان – Neel Kamal در نقش Rajkumari Neel Kamal / Sita Raichand
  - نرگس دات – Raat Aur Din در نقش Mrs. Varuna Verma / Peggy
  - Saira Banu – Diwana در نقش Kamini Gupta
- ۱۹۶۹ شارمیلا تاگور – Aradhana در نقش Vandhana Tripathi
  - آشا پارک – Chirag در نقش Asha Chibber
  - ناندا – Ittefaq در نقش رخا

### دهه۱۹۷۰
- ۱۹۷۰ ممتاز – Khilona در نقش Chand
  - شارمیلا تاگور – Safar در نقش Mrs. Neela Shekhar Kapoor
  - وحیده رحمان – Khamoshi در نقش Radha
- ۱۹۷۱ آشا پارک – Kati Patang در نقش Madhavi "Madhu"
  - جایا باچان – Guddi در نقش Kusum "Guddi"
  - جایا باچان – Uphaar در نقش Minoo
- ۱۹۷۲ هما مالینی – سیتا و گیتا در نقش Seeta / Geeta
  - مینا کوماری – پاکیزه در نقش نرگس دات / Sahibjaan (posthumous nomination)
  - راکهی گولزار – Aankhon Aankhon Mein در نقش Parvati
- ۱۹۷۳ دیمپل کاپادیا – Bobby در نقش Bobby J. Braganza and جایا باچان – Abhimaan در نقش Uma Kumar
  - جایا باچان – Koshish در نقش Aarti Mathur
  - موشومی چاترجی – Anuraag در نقش Shivani
  - نوتان – Saudagar در نقش Mahjubhi
- ۱۹۷۴ جایا باچان – Kora Kagaz در نقش Archana Gupta
  - هما مالینی – Amir Garib در نقش Sunita "Soni"
  - هما مالینی – Prem Nagar در نقش Lata
  - Saira Banu – Sagina در نقش Lalita
  - شبانه اعظمی – Ankur در نقش Laxmi
- ۱۹۷۵ لاکشمی – Julie در نقش Julie
  - هما مالینی – Khushboo در نقش Kusum
  - هما مالینی – Sanyasi در نقش Champa
  - جایا باچان – Mili در نقش Mili Khanna
  - سوچیترا سن – Aandhi در نقش Aarti Devi
- ۱۹۷۶ راکهی گولزار – Tapasya در نقش Indrani "Indu" Sinha
  - هما مالینی – Mehbooba در نقش Ratna / Jhumri
  - راکهی گولزار – Kabhi Kabhie در نقش Pooja Khanna
  - Reena Roy – Nagin در نقش Nagin
  - شارمیلا تاگور – Mausam در نقش Chanda Thapa / Kajli Thapa
- ۱۹۷۷ شبانه اعظمی – Swami در نقش Saudamini "Mini"'
  - هما مالینی – Kinara در نقش Aarti Sanyal
  - راکهی گولزار – Doosra Aadmi در نقش Nisha
  - اسمیتا پاتیل – Bhumika در نقش Usha (Urvashi) Dalvi
  - زارینا وهاب – Gharaonda در نقش Chaya
- ۱۹۷۸ نوتان – Main Tulsi Tere Aangan Ki در نقش Sanjukta Chouhan
  - راکهی گولزار – Trishna در نقش Mrs. Aarti Gupta
  - Ranjeeta – Ankhiyon Ke Jharokhon Se در نقش Lily Fernandes
  - رخا – Ghar در نقش Aarti Chandra
  - زینت امان – Satyam Shivam Sundaram در نقش Rupa
- ۱۹۷۹ جایا باچان – Nauker در نقش Geeta
  - هما مالینی – Meera در نقش Meera Rathod
  - جایا پرادا – Sargam در نقش Hema Pradhan
  - Poonam Dhillon – Noorie در نقش Noorie Nabi
  - راکهی گولزار – Jurmana در نقش Rama Sharma

### دهه۱۹۸۰
- ۱۹۸۰ رخا – زیبارو در نقش Manju Dayal
  - Reena Roy – Aasha در نقش Asha
  - رخا – Judaai در نقش Gauri Singh Verma
  - شبانه اعظمی – Thodisi Bewafaii در نقش Nima Choudhary
  - زینت امان – Insaaf Ka Tarazu در نقش Bharti Saxena
- ۱۹۸۱ اسمیتا پاتیل – Chakra در نقش Amma
  - هما مالینی – Naseeb در نقش Asha
  - جایا باچان – Silsila در نقش Shobha Malhotra
  - راکهی گولزار – Baseraa در نقش Sharda Balraj Kohli
  - راتی آگنیهوتری – Ek Duuje Ke Liye در نقش Sapna
  - رخا – Umrao Jaan در نقش Umrao Jaan
- ۱۹۸۲ پادمینی Kolhapure – Prem Rog در نقش Manorama "Rama"
  - راکهی گولزار – Shakti در نقش Sheetal
  - رخا – Jeevan Dhaara در نقش Sangeeta Shrivastav
  - سلما آقا – ازدواج در اسلام در نقش Niloufer Bano / Habiba Shabnam Rehmani
  - اسمیتا پاتیل – Bazaar در نقش Najma
- ۱۹۸۳ شبانه اعظمی – Arth در نقش Mrs. Pooja Inder Malhotra
  - شبانه اعظمی – اوتار (فیلم هندی) در نقش Radha Krishen
  - شبانه اعظمی – Mandi در نقش Rukmini Bai
  - شبانه اعظمی – Masoom در نقش Indu D. Malhotra
  - سری دوی – Sadma در نقش Nehalata Malhotra
- ۱۹۸۴ شبانه اعظمی – Bhavna در نقش Bhavna Saxena
  - جایا پرادا – Sharaabi در نقش Meena
  - روهینی هاتانگادی – Saaransh در نقش Parvati Pradhan
  - شبانه اعظمی – Sparsh در نقش Kavita
  - اسمیتا پاتیل – Aaj Ki Awaaz در نقش Rajni V. Deshmukh
- ۱۹۸۵ دیمپل کاپادیا – Saagar در نقش Mona D'Silva
  - جایا پرادا – Sanjog در نقش Yashoda / Asha
  - مانداکینی – Ram Teri Ganga Maili در نقش Ganga Singh
  - پادمینی Kolhapure – Pyaar Jhukta Nahin در نقش Preeti B. Pratap
  - راتی آگنیهوتری – Tawaif در نقش Sultana
- ۱۹۸۶ جایزه نداشت
- ۱۹۸۷ جایزه نداشت
- ۱۹۸۸ رخا – Khoon Bhari Maang در نقش Aarti Verma/Jyoti
  - جوهی چاولا – از قیامت به قیامت در نقش Rashmi
  - مدوری دیکشیت – اسید (فیلم ۱۹۸۸) در نقش Mohini
- ۱۹۸۹ سری دوی – حیله‌گر (فیلم ۱۹۸۹) در نقش Anju Das / Manju Das
  - Bhagyashree – Maine Pyar Kiya در نقش Suman
  - مدوری دیکشیت – Prem Pratigyaa در نقش Laxmi M. Rao
  - سری دوی – مهتاب (فیلم ۱۹۸۹) در نقش Chandni Mathur
  - Vijayashanti – Eeshwar در نقش Lalita

### دهه۱۹۹۰
- ۱۹۹۰ مدوری دیکشیت – دل (فیلم ۱۹۹۰) در نقش Madhu Mehra
  - هما مالینی – Rihaee در نقش Taku
  - جوهی چاولا – Pratibandh در نقش Shanti
  - میناکشی سشادری – Jurm در نقش Meena S. Varma
- ۱۹۹۱ سری دوی – لحظات در نقش Pallavi / Pooja Bhatnagar
  - دیمپل کاپادیا – Lekin... در نقش Reva
  - مدوری دیکشیت – Saajan در نقش Pooja Saxena
  - رخا – Phool Bane Angaray در نقش Namrita Singh
  - Zeba Bakhtiar – Henna در نقش Henna
- ۱۹۹۲ مدوری دیکشیت – Beta در نقش Saraswati
  - جوهی چاولا – Bol Radha Bol در نقش Radha / Rita
  - سری دوی – Khuda Gawah در نقش Benazir / Mehndi
- ۱۹۹۳ جوهی چاولا – ما مسافران راه عشقیم در نقش Vaijanti Iyer
  - دیمپل کاپادیا – Rudaali در نقش Shanichari
  - مدوری دیکشیت – Khalnayak در نقش Gangotri "Ganga" Devi
  - میناکشی سشادری – Damini در نقش Damini Gupta
  - سری دوی – Gumrah در نقش Roshni Chadha
- ۱۹۹۴ مدوری دیکشیت – Hum Aapke Hain Koun..! در نقش Nisha Choudhury
  - کاجول – Yeh Dillagi در نقش Sapna
  - مدوری دیکشیت – سرانجام (فیلم) در نقش Shivani Chopra
  - مانیشا کویرالا – ۱۹۴۲: یک داستان عاشقانه در نقش Rajeshwari "Rajjo" Pathak
  - سری دوی – Laadla در نقش Sheetal Jetley
- ۱۹۹۵ کاجول – داماد عاشق عروس را می‌برد در نقش Simran Singh
  - مدوری دیکشیت – Raja در نقش Madhu Garewal
  - مدوری دیکشیت – Yaraana در نقش Lalita
  - مانیشا کویرالا – Akele Hum Akele Tum در نقش Kiran Kumar
  - اورمیلا ماتوندکار – Rangeela در نقش Mili Joshi
- ۱۹۹۶ کاریسما کاپور – پادشاه هندوستانی در نقش Aarti Sehgal
  - جوهی چاولا – Daraar در نقش Priya Bhatia
  - مانیشا کویرالا – Khamoshi: The Musical در نقش Annie J. Braganza
  - سیما بیسواس – Bandit Queen در نقش Phoolan Devi
  - Tabu – Maachis در نقش Virender "Veeru" Kaur
- ۱۹۹۷ مدوری دیکشیت – دل دیوانه است در نقش Pooja
  - جوهی چاولا – Yes Boss در نقش Seema Kapoor
  - ماهیما چودری – Pardes در نقش Kusum Ganga
  - سری دوی – Judaai در نقش Kaajal Verma
  - Tabu – Virasat در نقش Gehna
- ۱۹۹۸ کاجول – داره یه اتفاقایی میفته در نقش Anjali Sharma
  - کاجول – Dushman در نقش Sonia / Naina Saigal
  - کاجول – Pyaar To Hona Hi Tha در نقش Sanjana
  - مانیشا کویرالا – از اعماق دل... در نقش Meghna
  - اورمیلا ماتوندکار – Satya در نقش Vidya
- ۱۹۹۹ آیشواریا رای – Hum Dil De Chuke Sanam در نقش Nandini
  - آیشواریا رای – Taal در نقش Mansi
  - کاجول – Hum Aapke Dil Mein Rehte Hain در نقش Megha
  - کاریسما کاپور – Biwi No.1 در نقش Pooja Mehra
  - Tabu – Hu Tu Tu در نقش Panna

### دهه۲۰۰۰
- ۲۰۰۰ کاریسما کاپور – اتمسفر (فیلم ۲۰۰۰) در نقش Fiza Ikramullah
  - آیشواریا رای – Hamara Dil Aapke Paas Hai در نقش Preeti Vyas
  - مدوری دیکشیت – Pukar در نقش Anjali
  - پریتی زینتا – چه می‌گویند در نقش Priya Baxi
  - Tabu – Astitva در نقش Aditi Pandit
- ۲۰۰۱ کاجول – گاهی خوشی گاهی غم در نقش Anjali Sharma
  - آمیشا پاتل – Gadar: Ek Prem Katha در نقش Sakina
  - کرینا کاپور – Asoka در نقش Kaurwaki
  - کاریسما کاپور – Zubeidaa در نقش Zubeida Begum
  - Tabu – Chandni Bar در نقش Mumtaz Ali Ansari
- ۲۰۰۲ آیشواریا رای – Devdas در نقش Parvati "Paro" Chakraborty
  - آمیشا پاتل – Humraaz در نقش Priya
  - بیپاشا باسو – Raaz در نقش Sanjana Dhanraj
  - کاریسما کاپور – Shakti: The Power در نقش Nandini
  - رانی موکرجی – Saathiya در نقش Suhani Sharma
- ۲۰۰۳ پریتی زینتا – شاید فردایی نباشد (فیلم) در نقش Naina Catherine Kapur
  - بومیکا چاولا – به نام تو در نقش Nirjala Bharadwaj
  - هما مالینی – Baghban در نقش Pooja Malhotra
  - پریتی زینتا – Koi... Mil Gaya در نقش Nisha
  - رانی موکرجی – Chalte Chalte در نقش Priya Chopra
  - اورمیلا ماتوندکار – Bhoot در نقش Swati
- ۲۰۰۴ رانی موکرجی – من و تو (فیلم ۲۰۰۴) در نقش Rhea Prakash
  - آیشواریا رای – Raincoat در نقش Neerja "Neeru"
  - پریتی زینتا – ویر-زارا در نقش Zaara Hayaat Khan
  - شیلپا شتی – Phir Milenge در نقش Tamanna Sahni
  - اورمیلا ماتوندکار – Ek Hasina Thi در نقش Sarika Vartak
- ۲۰۰۵ رانی موکرجی – Black در نقش Michelle McNally
  - پریتی زینتا – Salaam Namaste در نقش Ambar "Ambi" Malhotra
  - رانی موکرجی – بونتی و بابلی در نقش Vimmi "Babli" Saluja
  - شارمیلا تاگور – Viruddh... Family Comes First در نقش Sumitra V. Patwardhan
  - ویدیا بالان – Parineeta در نقش Lalita
- ۲۰۰۶ کاجول – Fanaa در نقش Zooni Ali Beg
  - آیشواریا رای – موج ۲ در نقش Sunehri
  - بیپاشا باسو – Corporate در نقش Nishiganda Dasgupta
  - کرینا کاپور – Omkara در نقش Dolly Mishra
  - رانی موکرجی – هرگز نگو خداحافظ در نقش Maya Talwar
- ۲۰۰۷ کرینا کاپور – وقتی همدیگر را دیدیم در نقش Geet Dhillon
  - آیشواریا رای – Guru در نقش Sujata Desai
  - دیپیکا پادوکونه – ام شنتی ام در نقش Shantipriya/Sandhya (Sandy)
  - مدوری دیکشیت – Aaja Nachle در نقش Dia Srivastav
  - رانی موکرجی – روبنده‌ام رنگی شده در نقش Vibhavari "Badki" S. Sahay
  - ویدیا بالان – Bhool Bhulaiyaa در نقش Avni S. Chaturvedi
- ۲۰۰۸ پریانکا چوپرا – Fashion در نقش Meghna Mathur
  - آیشواریا رای – جودها اکبر در نقش Jodhaa Bai
  - انوشکا شرما – خداوند زوج‌ها را می‌سازد در نقش Taani
  - آسین – Ghajini در نقش Kalpana Shetty
  - کاجول – U Me Aur Hum در نقش Piya
- ۲۰۰۹ ویدیا بالان – Paa در نقش Vidya
  - دیپیکا پادوکونه – Love Aaj Kal در نقش Meera Pandit
  - کرینا کاپور – ۳ Idiots در نقش Pia Sahastrabuddhe
  - کرینا کاپور – Kurbaan در نقش Avantika Ahuja/Khan
  - کاترینا کایف – New York در نقش Maya
  - پریانکا چوپرا – Kaminey در نقش Sweety Shekhar Bhope

### دهه۲۰۱۰
- ۲۰۱۰ کاجول – من خان هستم در نقش Mandira Khan
  - آیشواریا رای – درخواست (فیلم) در نقش Sofia D'Souza
  - انوشکا شرما – Band Baaja Baaraat در نقش Shruti Kakkar
  - کرینا کاپور – Golmaal 3 در نقش Daboo
  - ویدیا بالان – Ishqiya در نقش Krishna Verma
- ۲۰۱۱ ویدیا بالان – The Dirty Picture در نقش Reshma/Silk
  - کاترینا کایف – Mere Brother Ki Dulhan در نقش Dimple Dixit
  - ماهی جیل – Saheb, Biwi Aur Gangster در نقش Madhavi
  - پریانکا چوپرا – ۷ Khoon Maaf در نقش Susanna Anna-Marie Johannes
  - ویدیا بالان – No One Killed Jessica در نقش Sabrina Lal
- ۲۰۱۲ ویدیا بالان – Kahaani در نقش Vidya Venkatesan Bagchi
  - دیپیکا پادوکونه – کوکتل در نقش Veronica Malaney
  - کرینا کاپور – پهلوان در نقش Mahi Arora
  - پرینیتی چوپرا – Ishaqzaade در نقش Zoya Qureshi
  - پریانکا چوپرا – برفی! در نقش Jhilmil Chatterjee
  - سری دوی – انگلیش وینگلیش در نقش Shashi Godbole
- ۲۰۱۳ دیپیکا پادوکونه – Goliyon Ki Raasleela Ram-Leela در نقش Leela Sanera
  - دیپیکا پادوکونه - قطار چنای در نقش Meenalochini Azhagusundaram
  - پرینیتی چوپرا – یک عاشقانه تصادفی در نقش Gayatri
  - شرادها کاپور – Aashiqui ۲ در نقش Aarohi Keshav Shirke
  - سوناکشی سینها – Lootera در نقش Pakhi Roy Chaudhary
  - سونام کاپور – Raanjhanaa در نقش Zoya Haider
- ۲۰۱۴ کانگانا رانوت – Queen در نقش Rani Mehra
  - آلیا بهات – Highway در نقش Veera Tripathi
  - مدوری دیکشیت – Dedh Ishqiya در نقش Begum Para
  - پریانکا چوپرا – Mary Kom در نقش Mary Kom
  - رانی موکرجی – Mardaani در نقش Shivani Shivaji Roy
  - سونام کاپور – Khoobsurat در نقش Dr Mrinalini "Milli" Chakravarty